# Little India (Singapur)

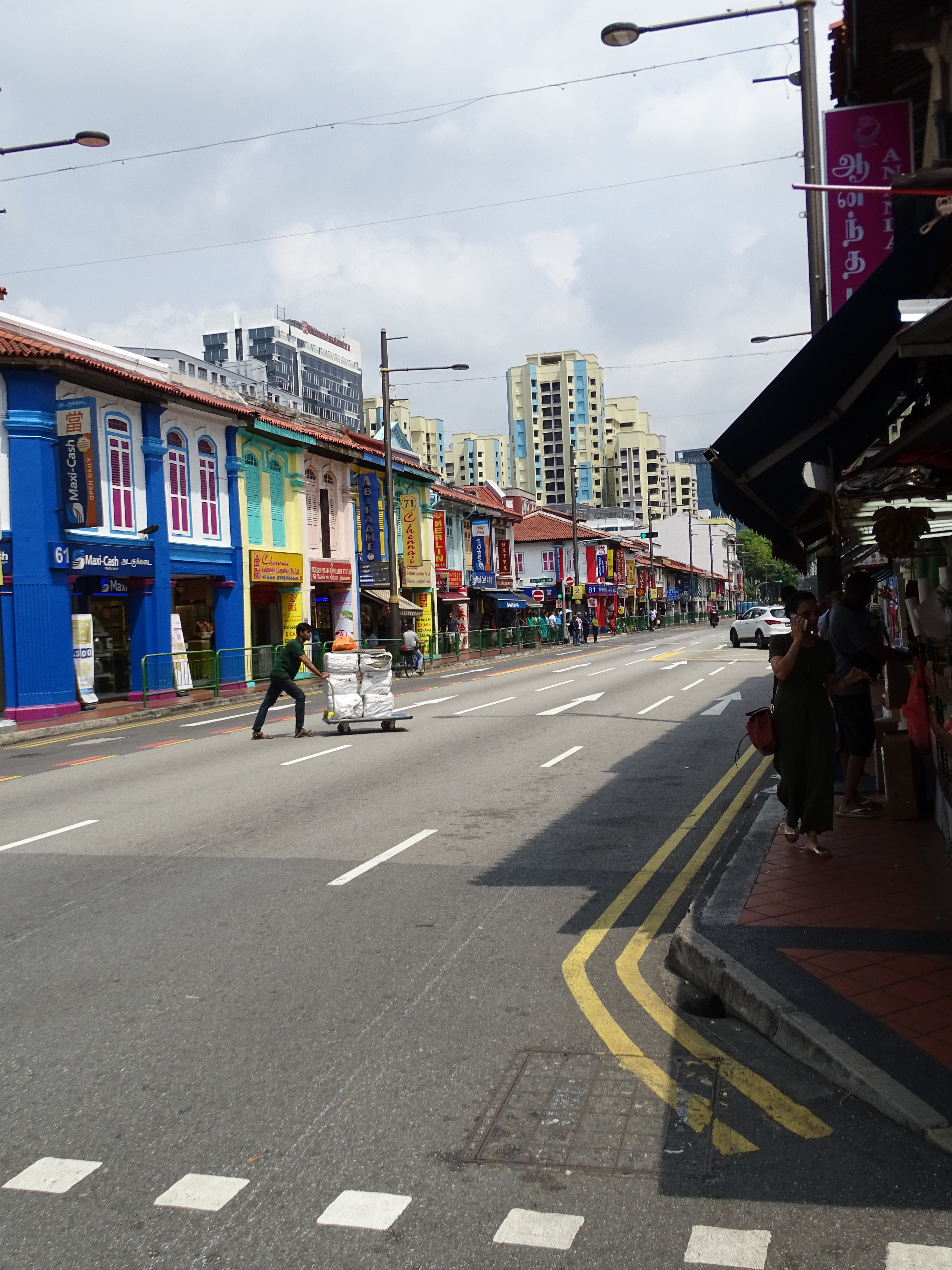
Serangoon Road in Little India

Little India, im Planungsgebiet Rochor in Singapur, ist ein ethnischer Bezirk, in dem vorwiegend die indische Minderheit der Stadt lebt.

## Lage, Name
Little India liegt in etwa nördlich von Kampong Glam, dem Siedlungsgebiet der malaysischen Bevölkerung Singapurs, und nördlich von Chinatown, dem chinesischen Viertel, das sich südlich des Singapore River befindet; die wichtigste Straße ist die Serangoon Road, zu den eingrenzenden Straßen gehören die Selegie Road, Jalan Besar und Lavender Street.
Little India ist in der indischen Gemeinschaft Singapurs gemeinhin als „Tekka“ bekannt. Das Gebiet wurde früher durch die Hokkien-Chinesen Tek Kia Kha genannt (abgekürzt Tek Kah), etwa „Fluss der kleinen Bambusse“ oder „Bambusklumpen“; Bambuspflanzen wuchsen damals beidseitig entlang des Rochor-Kanals, der durch Little India durchfließt.

## Geschichte

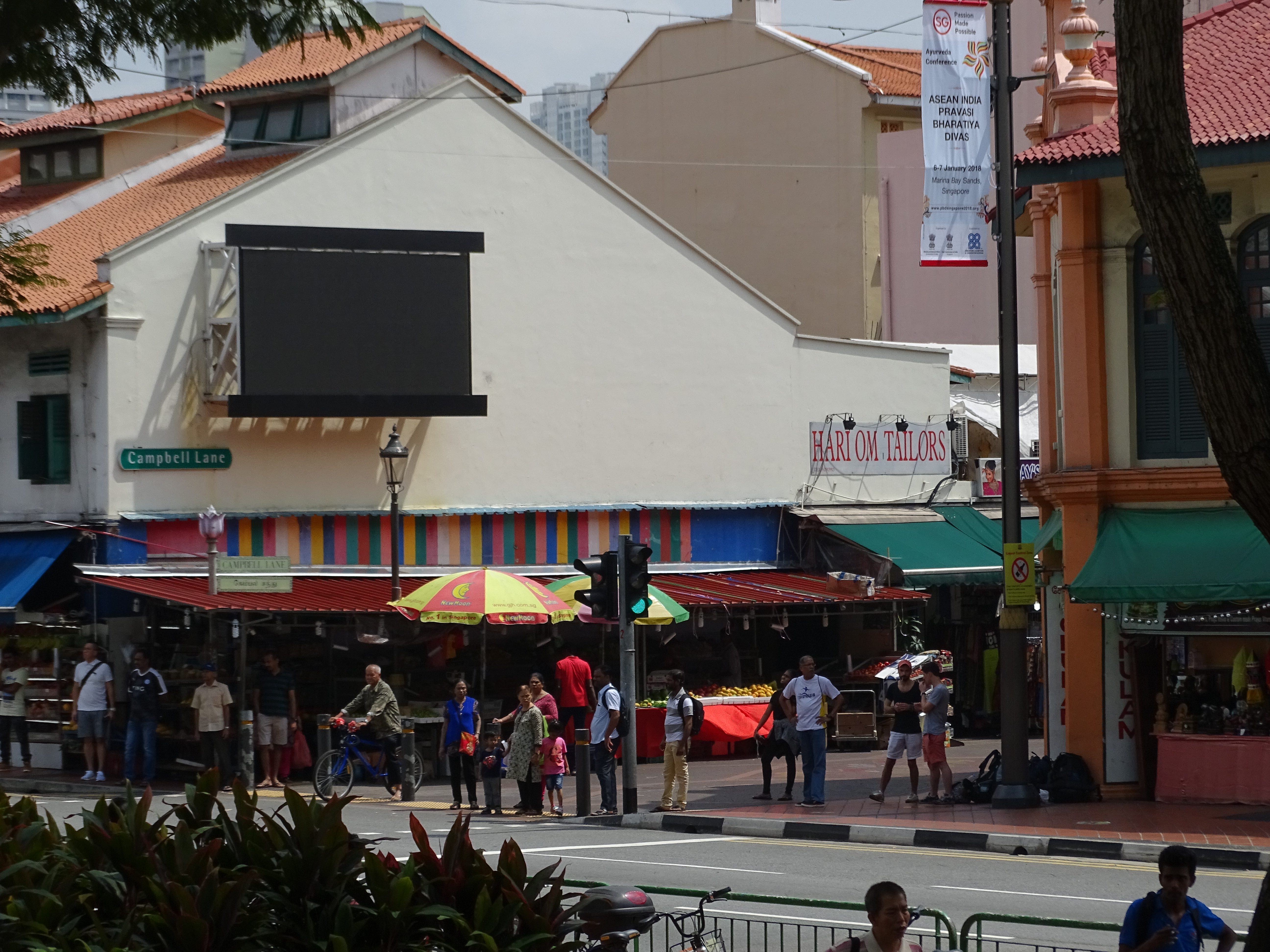
Little India, Kreuzung Campbell Road / Serangoon Road

Die indischen Zuwanderer siedelten ursprünglich weiter südlich, wo sich heute die Chulia Street oder High Street  befinden („chulia“ wurde abgeleitet von „chulier“, Bewohner des alten Chola-Reiches in Tamil Nadu, die in viele Teile der Malaiischen Halbinsel auswanderten). Mit der Zunahme der Bevölkerungsdichte dort setzte im 19. Jahrhundert eine Umsiedlungswelle in Richtung Serangoon Road ein, die sich auch nach 1900 fortsetzte.
Serangoon Road, die sich durch ganz Little India zieht, gehört zu den ältesten Straßen in Singapur. Einer der ältesten hinduistischen Tempel, der Sri Srinivasa Perumal Temple (erbaut 1885) befindet sich hier. In der Serangoon Road siedelte zu dem Zeitpunkt eine kleine Anzahl von indischen Sträflingen, die im Gefängnis in der Bras Basah Road gehalten wurden, aber auch außerhalb des Gefängnisses leben durften.
Der in den 1830er Jahren entstandene Rochor Canal begünstigte die Entstehung der Viehzucht in Little India, wo auch der Viehhandel mit ihnen betrieben wurde und Betriebe wie Schlachthöfe und Milchhändler entstanden. Mit seinem Wasser wurden die Weiden gespeist, wo die Büffel grasten. In dem damaligen Bezirk Kandang Kerbau (im Malayischen etwa „Viehgehege“) gab es auch eine kleine Siedlung Kampong Kerbau („Buffalo Village“ auf Malaiisch). Die Viehzucht erreichte ihren Höhepunkt um 1900, danach wurde sie zurückgefahren, weil die Büffelherden für die Beschädigung der Straßen verantwortlich gemacht wurden. Der Kanal war früher ebenfalls eine wichtige Wasserstraße für die Holzindustrie, an seinen Ufern befanden sich viele Sägewerke und Holzfabriken. In diesen Wirtschaftszweigen wurde viele Inder angeheuert und beschäftigt.
Während der japanischen Bomberangriffe vor der eigentlichen Schlacht um Singapur während des Zweiten Weltkriegs fielen die ersten Bomben am 8. Dezember 1941 unweit der Serangoon Road. Der Wiederaufbau nach 1945, insbesondere dann ab den 1970er Jahren, hat Little India zu einer der bekanntesten touristischen Attraktionen Singapurs gemacht.

## Sehenswürdigkeiten

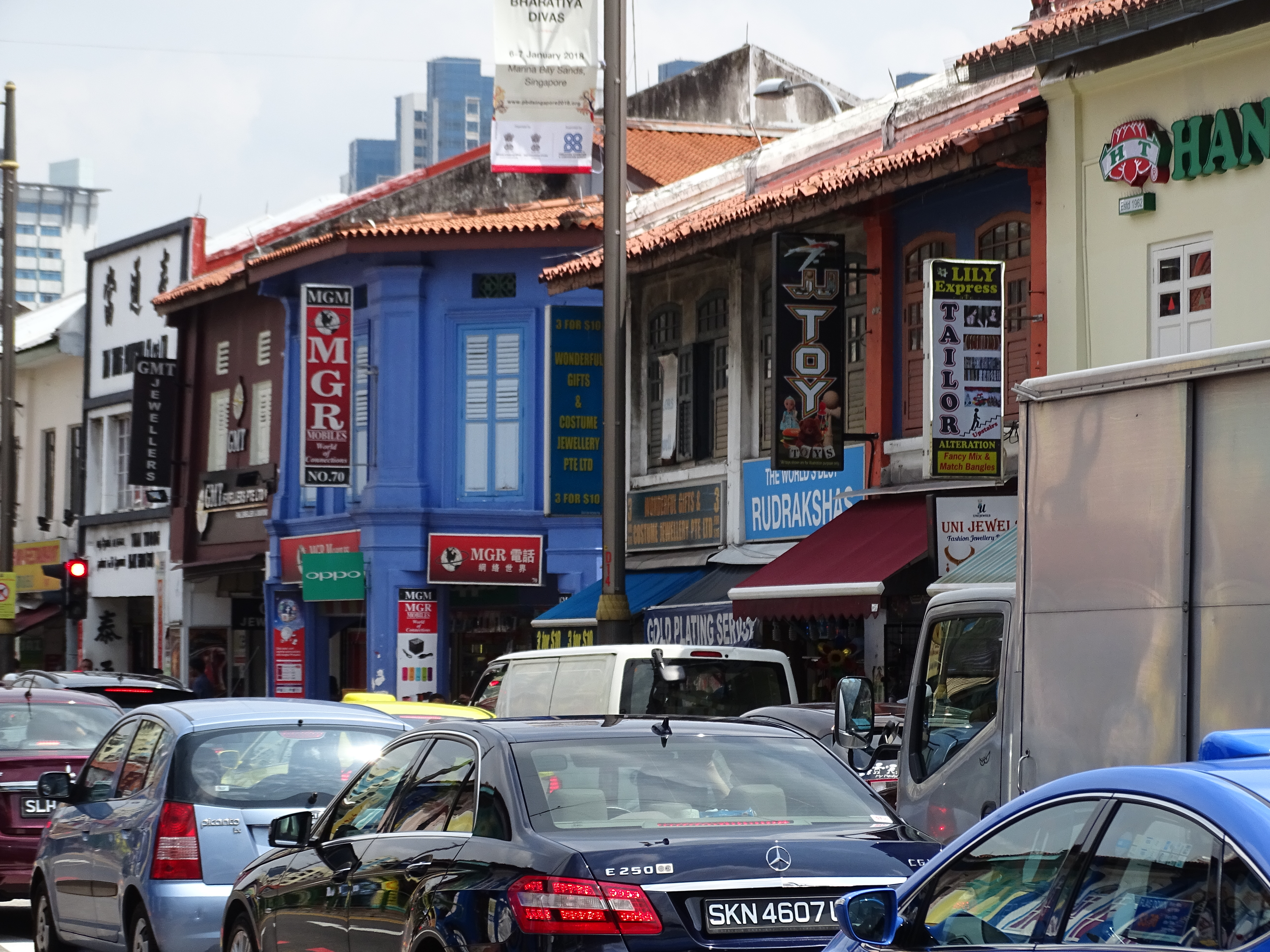
Serangoon Road, Little India

Little India verfügt über zahlreiche Sehenswürdigkeiten, hier eine Auswahl:
- Serangoon Road

ist eine der ältesten Straßen in Singapur und eine, die sich „über die ganze Insel erstreckt“
- Little India Arcade

es handelt sich um eine Ansammlung von Läden, ayurvedischen Praxen, Verkaufsstellen mit Süßigkeiten, Schmuckläden usw.
- Masjid Abdul Gaffoor (Abdul Gaffoor Moschee)

gehört zu den Wahrzeichen der Stadt; sie hat eine  Sonnenuhr mit arabischer Kalligraphie, welche die Namen von 25 ausgewählten Propheten darstellt; sie ist in der islamischen Welt in ihrer  Art einzigartig
- The Church Of True Light (Die Kirche des wahren Lichts)

diese anglikanische Kirche aus dem Jahr 1850 war an Samstagen und Sonntagen von 9 bis 13 Uhr geöffnet und diente früher der chinesischen Gemeinde Hock Chew und Hinghwa; an den Säulen und Wänden befinden sich Bibelverse in Chinesisch
- Sri Veeramakaliamman Temple (Sri Veeramakaliamman-Tempel)

wurde 1881 von namhaften bengalischen Handwerkern erbaut und ist der hinduistischen Göttin Kali, der Gemahlin von Shiva, gewidmet
- Mahatma Gandhi Memorial

der Grundstein für das Denkmal für Mahatma Gandhi wurde am 18. Juni 1950 durch Jawaharlal Nehru anlässlich seines Besuches in Singapur gelegt
- Tekka-Markt (Tekka Market)

der ursprüngliche Warenmarkt ist heute  ein reger Markt mit frischem Obst und Gemüse, Fleisch und Fisch; an einem Ende gibt es ein großes Straßenhändlerzentrum, das typisch singapurische Straßenhändlergerichte anbietet

## Verkehr
In dem  Gebiet sind folgende MRT-Stationen im Betrieb: Little India, Farrer Park an der North East Line und Rochor sowie Jalan Besar an der Downtown Line.